# The Wall (winkelcentrum)
The Wall is een winkelcentrum voor grootschalige detailhandel, langs de autosnelweg A2 bij het Utrechtse stadsdeel Leidsche Rijn. Het gebouw ligt noordelijk van de Leidsche Rijntunnel die de A2 onder de geplande bebouwing van Leidsche Rijn Centrum door leidt. Het gebouw dient ook als geluidswal.

## Architectuur
Voor- en achtergevel van het gebouw zijn door architect Fons Verheijen als BLOB vormgegeven. Het is met ruim 800 meter het op een na langste gebouw van Nederland, na de 1 kilometer lange fabriekshal van Klesch Aluminium Delfzijl. Op de ongewone, monotone en langgerekte architectuur was al snel kritiek vanuit de bevolking van Utrecht.

## Commercieel
In het gebouw is ruimte voor diverse winkels en bedrijven. Ook is er een hotel-, congres- en parkeerfunctie.
De eigenaar van het winkelcentrum ging in 2011 failliet toen bleek dat er wegens de crisis niet voldoende huurders te vinden waren. Medio 2012 kwam het gebouw voor 90 miljoen euro in handen van SNS Property Finance. Het moederbedrijf, SNS REAAL, werd op 1 februari 2013 genationaliseerd en het vastgoedonderdeel is hernoemd tot Propertize. Eind oktober 2018 heeft Propertize het winkelcentrum verkocht aan Built to Build Real Estate en Urban Interest voor 49 miljoen euro.
Enkele Utrechtse politici hebben voorgesteld om er de nieuwe megabioscoop van de stad te huisvesten, maar het gemeentebestuur, dat 17 miljoen euro incasseerde voor de verkoop van de grond, wil hiervoor andere grond in Leidsche Rijn Centrum uitgeven.
Commercieel was The Wall geen succes: medio 2013 was het gebouw nog niet voor de helft gevuld en de eigenaar van vastgoed-ontwikkelaar Lips Capital Groep is in april 2013 failliet verklaard, terwijl zijn bedrijf in zwaar weer zit en er al sinds 2010 geen rente of aflossing is betaald aan de financiers. Er was toen kritiek op het beleid van de voorgaande eigenaars en op de indeling van het winkelcentrum. Maar vanaf 2018, onder een nieuwe eigenaar, hebben weer meerdere bekende en grote ketens zich gevestigd in The Wall.

## Eigenaars
Sinds de opening in 2009 heeft The Wall meerdere eigenaren gekend:
- Lips
- SNS
- de Nederlandse Staat (2012)
- Lone Star (2016)
- Propertize[6]
- Build to Build, Urban Estate, 2018-[7]